# Tongkoko
El Tongkoko és un estratovolcà que es troba a l'extrem nord-est de l'illa de Cèlebes, Indonèsia. El cim s'alça fins als 1.149 msnm. La darrera erupció documentada va tenir lloc el 1880.
El Reserva Natural de Tangkoko Batuangus és una àrea protegida on es troben espècies com el macaco negre de Sulawesi i el tarser espectral.